# استان آیمارائس
استان آیمارائس (به اسپانیایی: Provincia de Aymaraes) یک استان در پرو است که در منطقه اپوریماک واقع شده‌است. استان آیمارائس ۴٬۲۱۳٫۰۷ کیلومتر مربع مساحت و ۲۷٬۵۹۸ نفر جمعیت دارد.